# Янгорчинское сельское поселение
Янго́рчинское се́льское поселе́ние (чув. Ҫӗрпел ял тӑрӑхӗ) — муниципальное образование в Вурнарском районе Чувашии Российской Федерации.
Административный центр — село Янгорчино.

## История
Статус и границы сельского поселения установлены Законом Чувашской Республики от 24 ноября 2004 года № 37 «Об установлении границ муниципальных образований Чувашской Республики и наделении их статусом городского, сельского поселения, муниципального района и городского округа».

## Население
| 2010  | 2012  | 2013  | 2014  | 2015  | 2016  | 2017  |
| ----- | ----- | ----- | ----- | ----- | ----- | ----- |
| 1556  | ↘1495 | ↘1441 | ↘1393 | ↘1345 | ↘1312 | ↘1277 |
| 2018  | 2019  | 2020  | 2021  |       |       |       |
| ↘1252 | ↘1221 | →1221 | ↘1168 |       |       |       |

## Состав сельского поселения
| № | Населённый пункт  | Тип населённого пункта       | Население |
| - | ----------------- | ---------------------------- | --------- |
| 1 | Напольное Тугаево | деревня                      | ↗267      |
| 2 | Хорнзор           | деревня                      | ↗762      |
| 3 | Янгорчино         | село, административный центр | ↗855      |